# Gtranslator
Gtranslator és una aplicació de traducció desenvolupada específicament per a l'entorn Gnome. Té eines d'ajut a la traducció complexes: cerca i reemplaça, detecció de possibles errades o diferents perfils de traducció. També té complements destacats com: integració amb Subversion, visualitzadors del codi font,...
L'eina que integra el Gtranslator anomenada “Memòries de traducció” serveix per a generar una base de dades amb les traduccions realitzades, i quan l'aplicació detecta una cadena igual o similar ofereix suggeriments a la part dreta de la interfície, indicant el percentatge d'afinitat que té amb la cadena a traduir. Aquestes cadenes proposades es poden inserir en substitució de la cadena anterior amb una simple combinació de tecles (Ctrl+1, Ctrl+2, etc.).